# Inveraray
Inveraray är en ort i Storbritannien.   Den ligger i kommunen Argyll and Bute och riksdelen Skottland, i den nordvästra delen av landet, 600 km nordväst om huvudstaden London. Inveraray ligger 7 meter över havet och antalet invånare är 568.
Terrängen runt Inveraray är huvudsakligen kuperad. Inveraray ligger nere i en dal. Runt Inveraray är det mycket glesbefolkat, med 4 invånare per kvadratkilometer. Det finns inga andra samhällen i närheten. I omgivningarna runt Inveraray växer i huvudsak blandskog.